# Syyrinki
Syyrinki är en ö i Finland. Den ligger i Bottenhavet eller Skärgårdshavet och i kommunen Nystad i den ekonomiska regionen  Nystadsregionen i landskapet Egentliga Finland, i den sydvästra delen av landet. Ön ligger omkring 66 kilometer nordväst om Åbo och omkring 210 kilometer väster om Helsingfors. 
Öns area är 2 hektar och dess största längd är 200 meter i sydöst-nordvästlig riktning. Närmaste större samhälle är Nystad, 10,5 km öster om Syyrinki.